# Campionato italiano skyrunning
Il Campionato italiano skyrunning è un circuito nazionale annuale di gare di skyrunning, organizzato dalla Federazione Italiana Skyrunning (FISKY) con il patrocinio della International Skyrunning Federation (ISF).
Fino al 2011 il Campionato prevedeva una classifica unica mentre dall'edizione 2012 sono stati assegnati i titoli nelle diverse specialità dello skyrunning.

## Albo d'oro
| Anno             | Vincitore                               | Vincitrice                                            |
| ---------------- | --------------------------------------- | ----------------------------------------------------- |
| 2003             | Mario Poletti                           | Maria Giovanna Cerutti                                |
| 2004             | Fabio Bonfanti                          |                                                       |
| 2005             | Lucio Fregona (1)                       | Daniela Gilardi                                       |
| 2006             | Lucio Fregona (2)                       | Emanuela Brizio (1)                                   |
| 2007             | Fulvio Dapit                            | Emanuela Brizio (2)                                   |
| 2008             | Paolo Larger                            | Emanuela Brizio (3)                                   |
| 2008 SkyMarathon | Paolo Gotti (1)                         | Emanuela Brizio (4)                                   |
| 2008 Coppie      | Fulvio Dapit (2) e Tadei Pivk (1)       | Emanuela Brizio (5) e Cecilia Mora (1)                |
| 2009             | Matteo Piller Hofer                     | Paola Romanin (1)                                     |
| 2009 Coppie      | Fulvio Dapit (3) e Tadei Pivk (2)       | Emanuela Brizio (6) e Lisa Buzzoni (1)                |
| 2009 Staffetta   | Luca Miori e Giovanni Tacchini          | Carolina Tiraboschi e Rossana Morè e Lisa Buzzoni (2) |
| 2010             | Tadei Pivik (3)                         | Emanuela Brizio (7)                                   |
| 2010 Coppie      | Maurizio Fenaroli e Claudio Cassi (1)   | Emanuela Brizio (8) e Cecilia Mora (2)                |
| 2010 Staffetta   | Claudio Cassi (2) e Mikhail Mamleev (1) | Emanuela Brizio (9) e Cecilia Mora (3)                |
| 2011 Combinata   | Mikhail Mamleev (2)                     | Emanuela Brizio (10)                                  |
| 2011 Vertical    | Urban Zemmer                            | Erika Forni                                           |
| 2011 SkyMarathon | Titta Scalet                            | Emanuela Brizio (11)                                  |
| 2012 Combinata   | Tadei Pivik (4)                         | Paola Romanin (2)                                     |
| 2012 Vertical    | Marco De Gasperi                        | Debora Cardone (1)                                    |
| 2012 Sky         | Tadei Pivik (5)                         | Silvia Serafini (1)                                   |
| 2012 Ultra       | Fabio Bazzana                           | Silvia Serafini (2)                                   |
| 2012 Coppie      | Paolo Gotti (2) e Michele Semperboni    | Debora Cardone (2) e Raffaella Miravalle              |
| 2013 Vertical    | Marco Facchinelli                       | Elisa Compagnoni                                      |
| 2013 Sky         | Tadei Pivik (6)                         | Silvia Serafini (3)                                   |
| 2013 Ultra       | Clemente Berlingheri                    | Emanuela Brizio (12)                                  |
| 2014 Vertical    | Nicola Pedergnana                       | Stephanie Jimenez                                     |
| 2014 Sky         | Tadei Pivik (7)                         | Emanuela Brizio (13)                                  |
| 2014 Ultra       | Georg Piazza                            | Silvia Rampazzo                                       |

## Calendario

### 2015
Campionato Italiano Skyrunning
| Gara                    | Data      | Luogo               | Disciplina          |
| ----------------------- | --------- | ------------------- | ------------------- |
| Sentiero 4 luglio       | 5 luglio  | Corteno Golgi (BS)  | SkyMarathon®        |
| Vertical Km col de Lana | 26 luglio | Arabba (BL)         | Vertical Kilometer® |
| Royal Ultra SkyMarathon | 2 agosto  | Ceresole Reale (TO) | Ulktra SkyMarathon® |
| La Vela SkyRace         | 23 agosto | Val Bognanco (VB)   | SkyRace®            |

Vertical Kilometer®, SkyRace® e SkyMarathon® sono marchi registrati

## Storia
- Dove possibile, è stato indicato il nome del primo italiano in classifica

| Gara                              | Luogo                       | Vincitore                           | Vincitrice                 |
| --------------------------------- | --------------------------- | ----------------------------------- | -------------------------- |
| 2003                              |                             |                                     |                            |
| Sentiero 4 luglio                 | Corteno Golgi (BS)          | Mario Poletti (1)                   | Corinne Favre              |
| Trofeo Kima                       | Val Masino (SO)             | Mario Poletti (2) e Camillo Vescovi | Maria Giovanna Cerutti (1) |
| Sentiero delle Grigne             | Pasturo (LC)                | Mario Poletti (3)                   | Maria Giovanna Cerutti (2) |
| 2004                              |                             |                                     |                            |
| Sentiero 4 luglio                 | Corteno Golgi (BS)          | Fabio Bonfanti (1)                  | Emanuela Brizio (1)        |
| Monterosa SkyRace                 | Alagna Valsesia (VC)        | Lucio Fregona (1)                   | Gloriana Pellissier (1)    |
| SkyRace Orsiera Rocciavrè         | Rifugio Selleries (TO)      | Dennis Brunod (1)                   |                            |
| Pontiboset SkyRace                | Champorcher (AO)            | Dennis Brunod (2)                   | Gloriana Pellissier (2)    |
| 2005                              |                             |                                     |                            |
| Sentiero 4 luglio                 | Corteno Golgi (BS)          | Fabio Bonfanti (2)                  | Emanuela Brizio (2)        |
| Monterosa SkyRace                 | Alagna Valsesia (VC)        | Fulvio Dapit (1)                    | Gisella Bendotti (1)       |
| Blumon Marathon                   | Piana del Gavier (BS)       | Lucio Fregona (2)                   | Silvia Cuminetti           |
| Giir di Mont                      | Premana (LC)                | Fabio Bonfanti (3)                  | Daniela Gilardi            |
| Pontboset SkyRace                 | Champorcher (AO)            | Lucio Fregona (3)                   |                            |
| SkyRace delle Malghe              | Rio di Pusteria (BZ)        | Lucio Fregona (4)                   | Elisa Pellicioli           |
| Trofeo Skyrunning Oasi Zegna      | Trivero (BI)                |                                     |                            |
| SkyRace Orsiera Rocciavrè         | Rifugio Selleries (TO)      | Lucio Fregona (5)                   |                            |
| 2006                              |                             |                                     |                            |
| Trofeo Skyrunning Oasi Zegna      | Trivero (BI)                |                                     |                            |
| Sentiero 4 luglio                 | Corteno Golgi (BS)          | Ettore Girardi                      | Gloriana Pellissier (3)    |
| Monterosa SkyRace                 | Alagna Valsesia (VC)        | Lucio Fregona (6)                   | Gisella Bendotti (2)       |
| Blumon Marathon                   | Piana del Gavier (BS)       | Dino Malzani                        | Emanuela Brizio (3)        |
| Maga SkyRace                      | Oltre il Colle (BG)         | Fabio Bonfanti (4)                  | Emanuela Brizio (4)        |
| Giir di Mont SkyMarathon          | Premana (LC)                | Fabio Bonfanti (5)                  | Vera Souhkowa              |
| Pontboset SkyRace                 | Champorcher (AO)            | Lucio Fregona (7)                   | Emanuela Brizio (5)        |
| 2007                              |                             |                                     |                            |
| SkyRace Casere                    | Valtaleggio (BG)            | Fulvio Dapit (2)                    | Pierangela Baronchelli (1) |
| Trofeo Skyrunning Oasi Zegna      | Trivero (VC)                | Fulvio Dapit (3)                    | Emanuela Brizio (6)        |
| Monterosa SkyRace                 | Alagna Valsesia (VC)        | Lucio Fregona (8)                   | Gisella Bendotti (3)       |
| Giir di Mont SkyMarathon          | Premana (LC)                | Dennis Brunod (3)                   | Emanuela Brizio (7)        |
| Alpi Apuane SkyRace               | Parco Alpi Apuane (LU)      | Marco Rusconi                       | Ruth Pickvance             |
| SkyRace Ortles-Cevedale           | S. Caterina Valfurva (SO)   | Lucio Fregona (9)                   | Daniela Gilardi (1)        |
| Stava SkyRace                     | Tesero - Val di Fiemme (TN) | Fulvio Dapit (4)                    | Daniela Gilardi (2)        |
| Maga SkyMarathon                  | Oltre il Colle (BG)         | Fabio Bonfanti (6)                  | Emanuela Brizio (8)        |
| Sentiero delle Grigne             | Pasturo (LC)                | Fabio Bonfanti (7)                  | Emanuela Brizio (9)        |
| 2008                              |                             |                                     |                            |
| Stava SkyRace                     | Tesero - Val di fiemme (TN) | Paolo Larger (1)                    | Pierangela Baronchelli (2) |
| Sentiero 4 luglio                 | Corteno Golgi (BS)          | Paolo Gotti (1)                     | Pierangela Baronchelli (3) |
| Vertical Kilometer Corno d'Aola   | Pontedilegno (BS)           |                                     |                            |
| Pontboset SkyRace                 | Champorcher (AO)            | Dennis Brunod (4)                   | Gloriana Pellissier (4)    |
| Red Rock SkyMarathon              | Vezzo d'Oglio (BS)          | Luca Miori                          | Emanuela Brizio (10)       |
| Trofeo Marco vidini VK            | Piani Resinelli (LC)        | Nicola Golinelli                    | Emanuela Brizio (11)       |
| Como-Valmadrera                   | Como (CO)                   | Massimo Colmbo                      | Emanuela Brizio (12)       |
| Trofeo Kima                       | Val Masino (SO)             | Paolo Gotti (2)                     | Emanuela Brizio (13)       |
| 2009                              |                             |                                     |                            |
| International SkyRace Carnia      | Paluzza (UD)                | Fulvio Dapit (5)                    | Lavinia Garibaldi          |
| Stava SkyRace                     | Tesero - Val di Fiemme (TN) | Dennis Brunod (5)                   | Antonella Confortola       |
| Sentiero 4 luglio                 | Corteno Golgi (BS)          | Fulvio Dapit (6)                    | Emanuela Brizio (14)       |
| SkyMarathon Monti Sibillini       | Castelluccio (AP)           | Alessandro Morassi                  | Paola Romanin (1)          |
| International Belmatt SkyRace     | (VB)                        | Dario Songini                       | Cecilia Mora               |
| SkyRace Tre Rifugi                | Mondovì (CN)                | Matteo Piller Hoffer                | Paola Romanin (2)          |
| Trofeo Latemar Vertical Kilometer | Predazzo (TN)               | Urban Zemmer (1)                    | Antonella Confortola       |
| VK Scarpone d'Oro                 | Ormea (CN)                  | Paolo Larger (2)                    | Paola Romanin (3)          |
| Sentiero delle Grigne             | Pasturo (LC)                | Matteo Piller Hoffer (1)            | Emanuela Brizio (15)       |
| 2010                              |                             |                                     |                            |
| Vertical Cossogno                 | Cossogno (VB)               | Paolo Larger (3)                    | Emanuela Brizio (16)       |
| 4 passi in casa nostra            | Sondalo (SO)                | Tadei Pivik (1)                     | Emanuela Brizio (17)       |
| Cancervo-Venturosa                | San Giovanni Bianco (BG)    | Tadei Pivik (2)                     | Paola Romanin (4)          |
| International SkyRace Carnia      | Paluzza (UD)                | Tadei Pivik (3)                     | Paola Romanin (5)          |
| Monte Rosa SkyRace                | Alagna Valsesia (VC)        | Tadei Pivk (4)                      | Emanuela Brizio (18)       |
| Trofeo Latemar Vertical Kilometer | Predazzo (TN)               | Urban Zemmer (2)                    | Erika Forni                |
| Aosta Becca di Nona               | Aosta (AO)                  | Tadei Pivik (5)                     | Emanuela Brizio (19)       |
| Gran Sasso SkyRace                | Fonte Cerreto (AQ)          | Fulvio Dapit (7)                    | Paola Romanin (6)          |
| 2011                              |                             |                                     |                            |
| Stava SkyRace                     | Tesero - Val di Fiemme (TN) | Mikhail Mamleev (1)                 | Emanuela Brizio (20)       |
| SkyRace Ortles-Cevedale           | S. Caterina Valfurva (SO)   | Mikhail Mamleev (2)                 | Raffaella Rossi            |
| SkyRace Monte Cavallo             | Aviano (PN)                 | Tadei Pivk (6)                      | Debora Cardone (1)         |
| Maratona del Cielo                | Aprica (SO)                 | Titta Scalet                        | Emanuela Brizio (21)       |
| Trofeo Latemar Vertical Kilometer | Predazzo (TN)               | Urban Zemmer (3)                    | Erika Forni                |
| 2012 VERTICAL                     |                             |                                     |                            |
| Orobie Vertical Kilometer         | Valbondione (BG)            | Bernard Dematteis                   | Laura Trotti               |
| Val Resia Vertical Kilometer      | Resia (UD)                  | Marco Nardini                       | Ljudmila Di Bert           |
| KMille Vertical Mauri             | Pontedilegno (BS)           | Daniele Cappelletti                 | Emanuela Brizio (22)       |
| Valgoglio Vertical Kilometer      | Valgoglio (BG)              | Marco De Gasperi (1)                | Samantha Galassi (1)       |
| 2012 SKYRACE                      |                             |                                     |                            |
| International SkyRace Carnia      | Paluzza (UD)                | Tadei Pivik (7)                     | Silvia Serafini (1)        |
| Gran Sasso SkyRace                | Fonte Cerreto (AQ)          | Franco Sancassani                   | Paola Romanin (7)          |
| SkyRace Tre Rifugi                | Mondovì (CN)                | Maurizio Fenaroli (1)               | Debora Cardone (2)         |
| SkyRace della Rosetta             | Rasura (SO)                 | Daniel Antonioli                    | Debora Cardone (3)         |
| 2012 SKYMARATHON                  |                             |                                     |                            |
| Maratona del Cielo                | Aprica (SO)                 | Paolo Gotti (3) e Tadei Pivik (8)   | Emanuela Brizio (23)       |
| Peralba skyMarathon               | Sappada (BL)                | Matteo Piller Hoffer (2)            | Paola Romanin (8)          |
| Maddalene SkyMarathon             | Madonna del Senale (TN)     | Fulvio Dapit (8)                    | Silvia Serafini (2)        |
| Sentiero delle Grigne             | Pasturo (LC)                | Tadei Pivik (9)                     | Silvia Serafini (3)        |
| 2012 ULTRA                        |                             |                                     |                            |
| Trail d'Oulx                      | Oulx (TO)                   | Fabio Bazzana                       | Silvia Serafini (4)        |
| 2013 VERTICAL                     |                             |                                     |                            |
| Orobie Vertical Kilometer         | Valbondione (BG)            | Marco De Gasperi (2)                | Samantha Galassi (2)       |
| Vertical del Cornon               |                             | Marco Facchinelli                   | Elisa Compagnoni (1)       |
| Gran Sasso Vertical Kilometer     | Fonte Cerreto (AQ)          | Nadir Maquet                        | Elisa Compagnoni (2)       |
| 2013 SKY                          |                             |                                     |                            |
| Stava SkyRace                     | Tesero - Val di Fiemme (TN) | Tadei Pivik (10)                    | Antonella Confortola       |
| Sentiero 4 luglio                 | Corteno Golgi (BS)          | Tadei Pivik (11)                    | Silvia Serafini (5)        |
| Gran Sasso SkyRace                | Fonte Cerreto (AQ)          | Alessandro Navaria                  | Silvia Serafini (6)        |
| 2013 ULTRA                        |                             |                                     |                            |
| Trail Oasi Zegma                  | Bielmonte (BI)              | Maurizio Fenaroli (2)               | Cecilia Mora               |
| Royal Ultra SkyMarathon           | Ceresole Reale (TO)         | Maurizio Fenaroli (3)               | Emanuela Brizio (24)       |
| Tartufo Trail                     | Calestano (PR)              | Clemente Berlingheri                | Emanuela Brizio (25)       |
| 2014 VERTICAL                     |                             |                                     |                            |
| Trofeo Latemar Vertical Kilometer | Predazzo (TN)               | Nicola Pedergnana                   | Stephanie Jimenez          |
| 2014 SKY                          |                             |                                     |                            |
| International SkyRace Carnia      | Paluzza UD)                 | Tadei Pivik (12)                    | Emanuela Brizio (26)       |
| 2014 ULTRA                        |                             |                                     |                            |
| Sellaronda Trail Running          | Canazei (TN)                | Georg Piazza                        | Silvia Rampazzo            |